# 梅列特古利·萨赫特穆拉多夫
梅列特古利·萨赫特穆拉多夫（1988年3月26日—），是一名土库曼斯坦举重运动员，身高1.68米，曾参加广州亚运会，以265千克的成绩获62公斤级比赛第八名。